# Бучище
Бучище или Бучища (на македонска литературна норма: Бучиште) село в община Пробищип, Северна Македония.

## География
Землището на Бучище е 4,9 км2, от които земеделската площ е 465 хектара – 234 хектара обработваема земя, 211 хектара пасища и 20 хектара гори.

## История
Според статистиката на Васил Кънчов („Македония. Етнография и статистика“) към 1900 година в Бучища живеят 100 българи християни.
В началото на XX век населението на Бучище е под върховенството на Българската екзархия. По данни на секретаря на екзархията Димитър Мишев („La Macédoine et sa Population Chrétienne“) в 1905 година в Бучища (Boutchichta) има 104 българи екзархисти.
В края на 1907 година една четвърт от селото е чифлик, собственост на Костадин Манев от Кратово, който притежава и една воденица. Останалата част от земята в Бучище е собственост на местните жители.
При избухването на Балканската война в 1912 година 4 души от Бучище са доброволци в Македоно-одринското опълчение.
В 2002 година селото има 68 жители (35 мъже и 33 жени) с 26 домакинства и 34 жилища.

## Личности
Родени в Бучище
- Гиго Гьорев (Гичо), македоно-одрински опълченец, четата на Тодор Александров[6]
- Григор Георгиев (Глигор Гьорев, Георев, 1889 - 1923), деец на ВМОРО, македоно-одрински опълченец, четата на Славчо Абазов, Нестроева рота на 15 щипска дружина, Сборна партизанска рота на МОО, ранен на 5 юни 1913 година, носител на орден „За храброст“ IV степен[7][8]
- Нуше Андов, (? - 1919) български революционер, деец на ВМОРО
- Пано Георгиев, български революционер, деец на ВМОРО, четник на Дончо Ангелов в 1915 година,[9] по случай 15-а годишнина от Илинденско-Преображенското въстание, през Първата световна война награден с орден „За военна заслуга“ за заслуги към постигане на българския идеал в Македония[10]
- Филип Павлев (1881 – ?), български революционер и македоно-одрински опълченец